# RFC Lieja
El Royal Football Club de Lieja es un club de fútbol de Bélgica de la ciudad de Lieja, en la provincia homónima. Tiene el n.º de matrícula 4 y juega en la Segunda División de Bélgica.

## Historia

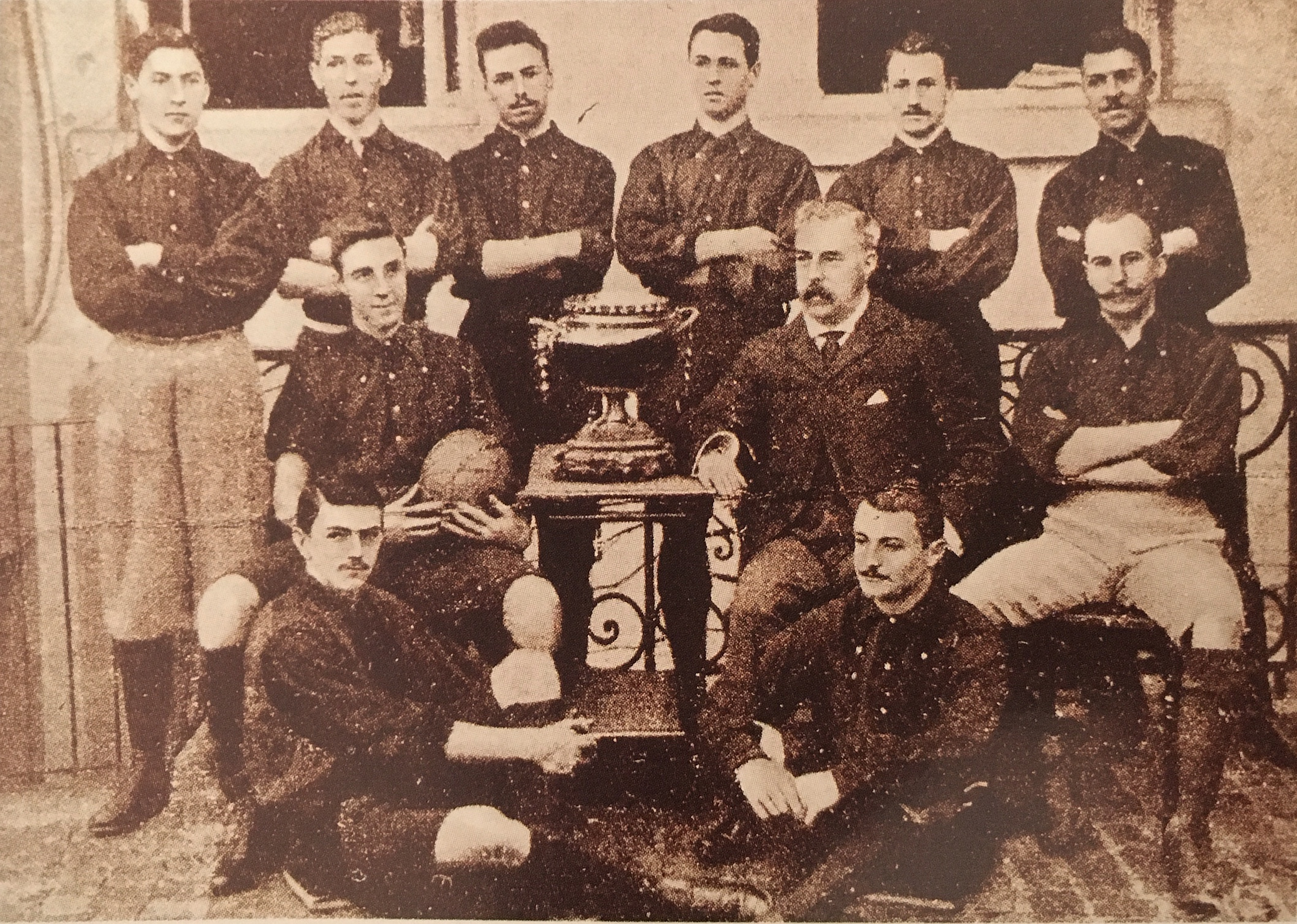
El equipo del FC Lieja, primer campeón de Bélgica en 1895–1896. Alfred Wahl, Historia del fútbol, del juego al deporte (p. 53), colección «Biblioteca de bolsillo CLAVES» (n.º 5).

El club fue fundado en 1892 como Liège Football Club, siendo uno de los equipos fundadores la Real Asociación Belga de fútbol, ya como Football Club Liégeois, en 1895. 
En 1896 se proclamó campeón de la primera edición de la liga belga. En 1920 recibió el título de real, que se añadió a todos los clubes que hubiesen conquistado tres títulos. En 1952 y 1953 ganó, consecutivamente, sus dos últimos títulos ligueros. Durante años, el equipo jugó con el exitoso trío de ataque Paul Deschamps, José Moës y Pol Anoul. El equipo tenía un gran número de seguidores en ese momento: el partido en el que se ganó el título nacional de 1952 contó con la asistencia de aproximadamente 50.000 espectadores. Durante la década de los 60, Lieja participó cinco veces en la Copa de Ferias, llegando a las semifinales en 1964. En 1985, 1988 y 1989 el equipo también jugó la Copa de la UEFA. En 1988 jugó contra la Juventus ante 39.000 espectadores y en 1989/90 llegó incluso a cuartos de final. En 1989 el nombre pasó a ser Royal FC de Liège, en 1991 pasaría a ser Royal Club Liégeois.
En 1987 perdió por 1-0 la final de la Copa de Bélgica contra el KV Malinas, en 1990 ganó la Copa en una final contra el Germinal Ekeren por 2-1. En 1991 alcanzó los cuartos de final de la Recopa de Europa, cayendo por un global de 6-1 contra la Juventus de Turín.
La quiebra no se pudo evitar en la década de los 90. El estadio de Rocourt fue demolido en la temporada 1994/95 para construir un gran complejo de cines y el club se trasladó a Tilleur. La fusión del club con el Royal FC Tilleur-Saint Nicolas (número de licencia 21) no fue aprobada por la asociación de fútbol, pero el club pasó a llamarse Royal Tilleur FC de Liège en 1995. Tilleur con el número de licencia 21 finalmente desapareció. En 2000 se eliminó la palabra Tilleur del nombre y el club se rebautizó como Royal FC de Liège. Tras la fusión, el club arrancó en Tercera División e inmediatamente subió a Segunda. Sin embargo, en 2003, al no obtener su licencia profesional, Lieja descendió de nuevo a Tercera división, y la temporada siguiente directamente a Cuarta por problemas económicos. En 2006, el club podría volver a la Tercera división vía play-off. El club tuvo que luchar contra el descenso, pero se salvó.
La temporada 2007/08 fue la de la resurrección del club; el equipo estuvo a la cabeza de la clasificación casi desde el primer día y perdió solo un partido. Una semana después de que su compatriota Standard se convirtiera en campeón nacional, el Club Lieja también pudo ganar el título. Después de cinco años volvieron a Segunda División.
La vuelta a Segunda División no duró mucho. Tras dos temporadas, descendieron de nuevo a Tercera División en 2010 y el descenso continuó. RFC Lieja se convirtió en el último de su división con diferencia y cayó a la Cuarta División en 2011. Debido a cantidad ingente de deudas, el club decidió en ese momento entrar voluntariamente en liquidación.
Tras un período de cuatro años de reconstrucción en Cuarta División (con cuatro posiciones finales en lo más alto de la clasificación), RFCL se proclamó campeón en la temporada 2014-15 con una ventaja de 13 puntos y ascendió así a Tercera División. En la temporada 2017/18 quedó segundo en la Segunda Div. Aficionada y ascendía a la División Nacional 1. 
En la temporada 2022-23 quedó segundo clasificado y ascendió a la Segunda División de Bélgica.

## Estadio

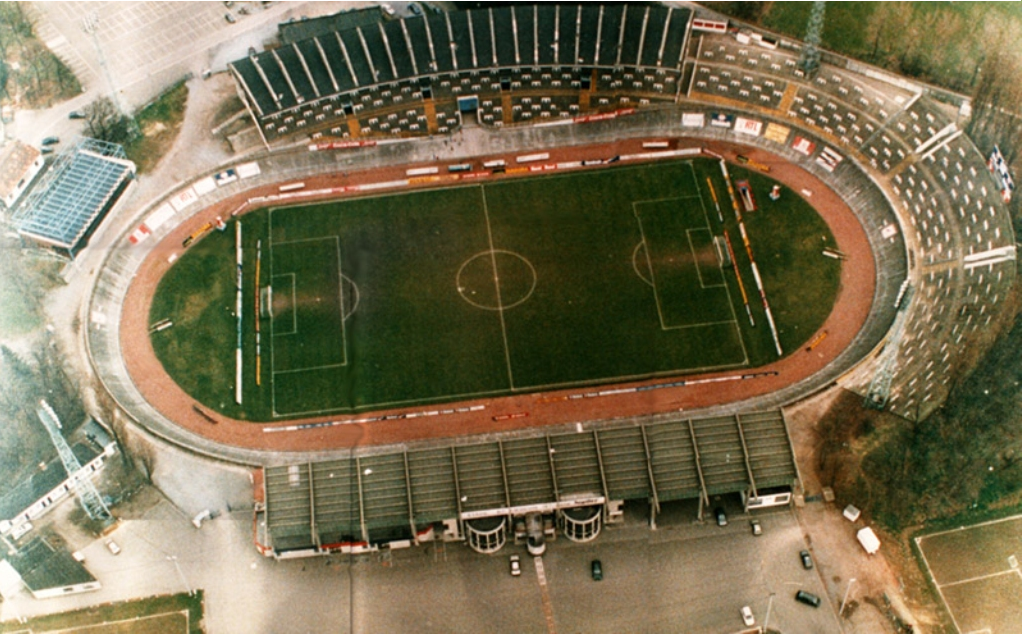
Vu aérienne du Stade Vélodrome de Rocourt

A partir de 1921, el RFC Liège jugó en el Stade Vélodrome de Rocourt, en el municipio suburbano de Rocourt. El estadio fue vendido y demolido en 1995, lo que le valió al RFC Lieja el apodo de "sin hogar".
Desde entonces el RFC Lieja jugó en Tilleur Saint-Nicolas (1995-2000), Seraing (2000-2004), Ans (2004-2008) y Seraing (Stade du Pairay, 2008-2015).
En 2015, el club regresó a Rocourt, jugando sus partidos como local en el nuevo Stade de Rocourt.

## Resultados
| Temporada | División | División | División | División | División | Denominación                                          | Puntos                                                | Observaciones                                                                                              | Copa |
|           | I        | I        | II       | P.I      |          |                                                       |                                                       | |      |
| --------- | -------- | -------- | -------- | -------- | -------- | ----------------------------------------------------- | ----------------------------------------------------- | --- | ---- |
| 1895/96   | 1        | 1        |          |          |          | Primera Div.                                          | 20                                                    | |      |
| 1896/97   | 2        | 2        |          |          |          | Primera Div.                                          | 14                                                    | |      |
| 1897/98   | 1        | 1        |          |          |          | Primera Div.                                          | 14                                                    | |      |
| 1898/99   | 1        | 1        |          |          |          | Primera Div.                                          | 16                                                    | Campeón tras vencer en la final al vencedor de la ronda preliminar flamenca, el FC Brugge                  |      |
| 1899/00   | 4        | 4        |          |          |          | Primera Div.                                          | 11                                                    | |      |
| 1900/01   | 6        | 6        |          |          |          | Primera Div.                                          | 13                                                    | |      |
| 1901/02   | 3        | 3        |          |          |          | Primera Div. B                                        | 7                                                     | No clasificado para la ronda final                                                                         |      |
| 1902/03   | 4        | 4        |          |          |          | Primera Div. B                                        | 6                                                     | No clasificado para la ronda final                                                                         |      |
| 1903/04   | 4        | 4        |          |          |          | Primera Div. B                                        | 6                                                     | No clasificado para la ronda final                                                                         |      |
| 1904/05   | 4        | 4        |          |          |          | Primera Div.                                          | 27                                                    | |      |
| 1905/06   | 9        | 9        |          |          |          | Primera Div.                                          | 10                                                    | |      |
| 1906/07   | 9        | 9        |          |          |          | Primera Div.                                          | 10                                                    | |      |
| 1907/08   | 7        | 7        |          |          |          | Primera Div.                                          | 9                                                     | |      |
| 1908/09   | 11       | 11       |          |          |          | Primera Div.                                          | 11                                                    | |      |
| 1909/10   | 12       | 12       |          |          |          | Primera Div.                                          | 6                                                     | |      |
| 1910/11   |          |          | 7        |          |          | Segunda Div.                                          | 21                                                    | |      |
| 1911/12   |          |          | 1        |          |          | Segunda Div.                                          | 37                                                    | | 1/8  |
| 1912/13   | 11       | 11       |          |          |          | Primera Div.                                          | 9                                                     | | 1/16 |
| 1913/14   |          |          | 5        |          |          | Segunda Div.                                          | 20                                                    | | 1/16 |
| 1914/19   |          |          |          |          |          |                                                       |                                                       | sin competición por I Guerra Mundial                                                                       |      |
| 1919/20   |          |          | 5        |          |          | Segunda Div.                                          | 26                                                    | |      |
| 1920/21   |          |          | 4        |          |          | Segunda Div.                                          | 29                                                    | |      |
| 1921/22   |          |          | 3        |          |          | Segunda Div.                                          | 35                                                    | |      |
| 1922/23   |          |          | 1        |          |          | Segunda Div.                                          | 43                                                    | |      |
| 1923/24   | 14       | 14       |          |          |          | Primera Div.                                          | 13                                                    | |      |
| 1924/25   |          |          | 3        |          |          | Segunda Div.                                          | 41                                                    | |      |
| 1925/26   |          |          | 6        |          |          | Segunda Div. B                                        | 30                                                    | |      |
|           | I        | I        | II       | III      | P.I      | desde 1926/27 hay 3 niveles nacionales                | desde 1926/27 hay 3 niveles nacionales                | desde 1926/27 hay 3 niveles nacionales                                                                     |      |
| 1926/27   |          |          | 5        |          |          | Segunda Div.                                          | 29                                                    | | 1/32 |
| 1927/28   |          |          | 4        |          |          | Segunda Div.                                          | 30                                                    | |      |
| 1928/29   |          |          | 9        |          |          | Segunda Div.                                          | 24                                                    | |      |
| 1929/30   |          |          | 5        |          |          | Segunda Div.                                          | 29                                                    | |      |
| 1930/31   |          |          | 14       |          |          | Segunda Div.                                          | 11                                                    | Sin descensos debido a la expansión de la competición                                                      |      |
| 1931/32   |          |          | 9        |          |          | Segunda Div. B                                        | 24                                                    | |      |
| 1932/33   |          |          | 2        |          |          | Segunda Div. B                                        | 30                                                    | |      |
| 1933/34   |          |          | 11       |          |          | Segunda Div. B                                        | 22                                                    | |      |
| 1934/35   |          |          | 13       |          |          | Segunda Div. B                                        | 19                                                    | |      |
| 1935/36   |          |          |          | 4        |          | Tercera A                                             | 35                                                    | |      |
| 1936/37   |          |          |          | 5        |          | Tercera A                                             | 27                                                    | |      |
| 1937/38   |          |          |          | 6        |          | Tercera C                                             | 29                                                    | |      |
| 1938/39   |          |          |          | 2        |          | Tercera A                                             | 40                                                    | |      |
| 1939/40   |          |          |          |          |          |                                                       |                                                       | sin competición por II Guerra Mundial                                                                      |      |
| 1940/41   |          |          |          |          |          |                                                       |                                                       | sin competición por II Guerra Mundial                                                                      |      |
| 1941/42   |          |          |          | 5        |          | Tercera D                                             | 30                                                    | |      |
| 1942/43   |          |          |          | 1        |          | Tercera A                                             | 55                                                    | |      |
| 1943/44   |          |          | 1        |          |          | Segunda Div. B                                        | 43                                                    | |      |
| 1944-45   |          |          |          |          |          | Primera Div.                                          |                                                       | sin competición por II Guerra Mundial                                                                      |      |
| 1945/46   | 6        | 6        |          |          |          | Primera Div.                                          | 38                                                    | |      |
| 1946/47   | 7        | 7        |          |          |          | Primera Div.                                          | 41                                                    | |      |
| 1947/48   | 3        | 3        |          |          |          | Primera Div.                                          | 36                                                    | |      |
| 1948/49   | 8        | 8        |          |          |          | Primera Div.                                          | 30                                                    | |      |
| 1949/50   | 7        | 7        |          |          |          | Primera Div.                                          | 33                                                    | |      |
| 1950/51   | 4        | 4        |          |          |          | Primera Div.                                          | 35                                                    | |      |
| 1951/52   | 1        | 1        |          |          |          | Primera Div.                                          | 44                                                    | |      |
|           | I        | I        | II       | III      | IV       | desde 1952/53 hay 4 niveles nacionales                | desde 1952/53 hay 4 niveles nacionales                | desde 1952/53 hay 4 niveles nacionales                                                                     |      |
| 1952/53   | 1        | 1        |          |          |          | Primera Div.                                          | 42                                                    | |      |
| 1953/54   | 5        | 5        |          |          |          | Primera Div.                                          | 34                                                    | | 1/8  |
| 1954/55   | 6        | 6        |          |          |          | Primera Div.                                          | 31                                                    | | R6   |
| 1955/56   | 6        | 6        |          |          |          | Primera Div.                                          | 31                                                    | | 1/8  |
| 1956/57   | 5        | 5        |          |          |          | Primera Div.                                          | 34                                                    | |      |
| 1957/58   | 9        | 9        |          |          |          | Primera Div.                                          | 27                                                    | |      |
| 1958/59   | 2        | 2        |          |          |          | Primera Div.                                          | 43                                                    | |      |
| 1959/60   | 5        | 5        |          |          |          | Primera Div.                                          | 32                                                    | |      |
| 1960/61   | 2        | 2        |          |          |          | Primera Div.                                          | 41                                                    | |      |
| 1961/62   | 4        | 4        |          |          |          | Primera Div.                                          | 36                                                    | |      |
| 1962/63   | 7        | 7        |          |          |          | Primera Div.                                          | 30                                                    | |      |
| 1963/64   | 5        | 5        |          |          |          | Primera Div.                                          | 36                                                    | | 1/32 |
| 1964/65   | 6        | 6        |          |          |          | Primera Div.                                          | 32                                                    | | 1/16 |
| 1965/66   | 9        | 9        |          |          |          | Primera Div.                                          | 29                                                    | | 1/4  |
| 1966/67   | 3        | 3        |          |          |          | Primera Div.                                          | 39                                                    | | 1/8  |
| 1967/68   | 10       | 10       |          |          |          | Primera Div.                                          | 27                                                    | | 1/4  |
| 1968/69   | 10       | 10       |          |          |          | Primera Div.                                          | 28                                                    | | 1/4  |
| 1969/70   | 11       | 11       |          |          |          | Primera Div.                                          | 23                                                    | | 1/4  |
| 1970/71   | 11       | 11       |          |          |          | Primera Div.                                          | 25                                                    | | 1/16 |
| 1971/72   | 8        | 8        |          |          |          | Primera Div.                                          | 28                                                    | | 1/32 |
| 1972/73   | 10       | 10       |          |          |          | Primera Div.                                          | 29                                                    | | 1/4  |
| 1973/74   | 6        | 6        |          |          |          | Primera Div.                                          | 31                                                    | | 1/8  |
| 1974/75   | 11       | 11       |          |          |          | Primera Div.                                          | 35                                                    | | 1/8  |
| 1975/76   | 10       | 10       |          |          |          | Primera Div.                                          | 35                                                    | | 1/2  |
| 1976/77   | 15       | 15       |          |          |          | Primera Div.                                          | 25                                                    | | 1/16 |
| 1977/78   | 14       | 14       |          |          |          | Primera Div.                                          | 28                                                    | | 1/16 |
| 1978/79   | 16       | 16       |          |          |          | Primera Div.                                          | 26                                                    | | 1/8  |
| 1979/80   | 9        | 9        |          |          |          | Primera Div.                                          | 33                                                    | | 1/8  |
| 1980/81   | 12       | 12       |          |          |          | Primera Div.                                          | 31                                                    | | 1/8  |
| 1981/82   | 16       | 16       |          |          |          | Primera Div.                                          | 28                                                    | | 1/16 |
| 1982/83   | 9        | 9        |          |          |          | Primera Div.                                          | 32                                                    | | 1/8  |
| 1983/84   | 13       | 13       |          |          |          | Primera Div.                                          | 29                                                    | | 1/8  |
| 1984/85   | 3        | 3        |          |          |          | Primera Div.                                          | 46                                                    | | 1/2  |
| 1985/86   | 6        | 6        |          |          |          | Primera Div.                                          | 39                                                    | | 1/16 |
| 1986/87   | 6        | 6        |          |          |          | Primera Div.                                          | 38                                                    | | F    |
| 1987/88   | 5        | 5        |          |          |          | Primera Div.                                          | 44                                                    | | 1/8  |
| 1988/89   | 3        | 3        |          |          |          | Primera Div.                                          | 46                                                    | | 1/2  |
| 1989/90   | 12       | 12       |          |          |          | Primera Div.                                          | 28                                                    | | W    |
| 1990/91   | 10       | 10       |          |          |          | Primera Div.                                          | 32                                                    | | 1/4  |
| 1991/92   | 15       | 15       |          |          |          | Primera Div.                                          | 27                                                    | | 1/8  |
| 1992/93   | 12       | 12       |          |          |          | Primera Div.                                          | 28                                                    | | 1/8  |
| 1993/94   | 13       | 13       |          |          |          | Primera Div.                                          | 29                                                    | | 1/16 |
| 1994/95   | 18       | 18       |          |          |          | Primera Div.                                          | 17                                                    | Descenso a Tercera División por quiebra y fusión irregular                                                 | 1/16 |
| 1995/96   |          |          |          | 1        |          | Tercera B                                             | 72                                                    | | 1/4  |
| 1996/97   |          |          | 13       |          |          | Segunda Div.                                          | 37                                                    | | 1/8  |
| 1997/98   |          |          | 7        |          |          | Segunda Div.                                          | 49                                                    | | 1/32 |
| 1998/99   |          |          | 14       |          |          | Segunda Div.                                          | 34                                                    | | 1/8  |
| 1999/00   |          |          | 15       |          |          | Segunda Div.                                          | 39                                                    | | R6   |
| 2000/01   |          |          | 15       |          |          | Segunda Div.                                          | 36                                                    | | R6   |
| 2001/02   |          |          | 10       |          |          | Segunda Div.                                          | 41                                                    | | R6   |
| 2002/03   |          |          | 7        |          |          | Segunda Div.                                          | 48                                                    | Denegación de licencia y descenso a Tercera División con 3 puntos de penalización                          | R6   |
| 2003/04   |          |          |          | 14       |          | Tercera                                               | 32                                                    | Comenzó con -3 puntos; derrota en la ronda final ante el White Star Woluwé FC (1-1, 3-4 tras los penaltis) | 1/32 |
| 2004/05   |          |          |          |          | 9        | Cuarta D                                              | 38                                                    | | R3   |
| 2005/06   |          |          |          |          | 3        | Cuarta D                                              | 56                                                    | Tercero en la ronda final tras vencer al KSK Sint-Paulus Opwijk y ascender por plaza extra vacante         | R3   |
| 2006/07   |          |          |          | 12       |          | Tercera                                               | 36                                                    | | 1/32 |
| 2007/08   |          |          |          | 1        |          | Tercera B                                             | 66                                                    | | R6   |
| 2008/09   |          |          | 11       |          |          | Segunda Div.                                          | 48                                                    | | R6   |
| 2009/10   |          |          | 19       |          |          | Segunda Div.                                          | 23                                                    | descenso                                                                                                   | R6   |
| 2010/11   |          |          |          | 18       |          | Tercera B                                             | 17                                                    | descenso                                                                                                   | R3   |
| 2011/12   |          |          |          |          | 3        | Cuarta D                                              | 56                                                    | | R3   |
| 2012/13   |          |          |          |          | 4        | Cuarta D                                              | 54                                                    | | R5   |
| 2013/14   |          |          |          |          | 2        | Cuarta D                                              | 65                                                    | | R3   |
| 2014/15   |          |          |          |          | 1        | Cuarta D                                              | 70                                                    | ascenso | R3   |
| 2015/16   |          |          |          | 7        |          | Tercera B                                             | 53                                                    | | R5   |
|           | 1A       | 1B       | 1Am      | 2Am      | 3Am      | desde 2016/17 hay 3 niveles nacionales y 2 regionales | desde 2016/17 hay 3 niveles nacionales y 2 regionales | desde 2016/17 hay 3 niveles nacionales y 2 regionales                                                      |      |
| 2016/17   |          |          |          | 2        |          | Segunda div. Afic.                                    | 65                                                    | | R3   |
| 2017/18   |          |          |          | 2        |          | Segunda div. Afic.                                    | 66                                                    | ascenso | R6   |
| 2018/19   |          |          | 6        |          |          | Primera Div. Afic.                                    | 41                                                    | | R4   |
| 2019/20   |          |          | 12       |          |          | Primera Div. Afic.                                    | 30                                                    | competición suspendida por Covid-19                                                                        | R4   |
| 2020/21   |          |          | -        |          |          | División Nacional 1                                   | -                                                     | competición parada tras 4 jornadas por Covid-19                                                            | 1/16 |
| 2021/22   |          |          | 2        |          |          | División Nacional 1                                   | 50                                                    | Segundo en el play-off de ascenso con 12 puntos                                                            | R5   |
| 2022/23   |          |          | 2        |          |          | División Nacional 1                                   | 86                                                    | ascenso |      |
| 2023/24   |          | 7        |          |          |          | Segunda Div.                                          | 49                                                    | |      |
| 2024/25   |          | 9        |          |          |          | Segunda Div.                                          | 34                                                    | |      |

## Entrenadores
- Samuel Hickson (1895-1897)
- Fred Chartres (1897-1900)
- Fernand Defalle (1900-1902)
- Lucien Londot (1902-1903)
- Fred Menzies (1903-1905)
- Léon Chaudoir (1905-1906)
- Henri Houbrechts (1906-1919)
- Percy Hartley (1919-1934)
- Antoine Bassleer (1934-1947)
- Alexis Chantraine (1947-1948)
- Georges Perino (1948-1950)
- Jean Loos (1950-1958)
- Andras Dolgos (1958-1960)
- Jean Cornili (1960)
- Willy Lejeune (1961)
- Bane Sekulic (1961-1964)
- Jean Cornili (1964-1966)
- Arthur Ceuleers (1966-1967)
- Louis Dupal (1967-1968)
- Antoine Bassleer (1968)
- Roger Agnessens (1969)
- Michel Pavic (1969-1971)
- Victor Wegria (1971-1975)
- Hubert Martens (1975-1976)
- Baré (1976-1978)
- Silvester Takač (1979-1982)
- Louis Carré (1982)
- Victor Wegria (1983)
- Robert Waseige (1983-1992)
- Éric Gerets y Dominique D'Onofrio (1992-1994)
- Daniel Boccar (1994-1996)
- Zvonko Varga (1996-1997)
- Raphaël Quaranta (1997-1998)
- Bernard Wégria (1998-2000)
- Nebojša Malbaša (2000)
- Matthys Van Toorn (2001)
- Marc Grosjean (2001-2002)
- Henri Depireux (2002)
- René Leenaerts (2003)
- Dominique Renson (2003-2005)
- Didier Quain (2005)
- Raphaël Quaranta (2005-2010)
- Nico Claesen (2010-)
- Serge-Didier Kimoni (2010-2011)
- Christophe Kinet (2011-2014)
- Bernard Wégria (2014)
- Alain Bettagno (2014-2016)

## Palmarés
- Liga Belga (5): 1895-96, 1897-98, 1898-99, 1951-52, 1952-53
- Copa de Bélgica (1): 1989-90
- Copa de la Liga de Bélgica (1): 1986
- Segunda División (3): 1911–12, 1922–23, 1943–44
- Tercera División (3): 1942–43, 1995–96, 2007
- Cuarta División: (1): 2014–15

## Participación en competiciones europeas UEFA
| Temporada | Competición      | Ronda | Club                | Cómputo global | Ida     | Vuelta     |
| --------- | ---------------- | ----- | ------------------- | -------------- | ------- | ---------- |
| 1963/64   | Copa de Ferias   | 1R    | Aris Bonnevoie      | 2-0            | 2-0 (F) | 0-0 (C)    |
| 1963/64   | Copa de Ferias   | 1/8   | Arsenal FC          | 4-2            | 1-1 (F) | 3-1 (C)    |
| 1963/64   | Copa de Ferias   | 1/4   | TJ Spartak ZJŠ Brno | 2-2 BW 1-0 (C) | 2-0 (C) | 0-2 (F)    |
| 1963/64   | Copa de Ferias   | 1/2   | Real Zaragoza       | 2-2 BW 0-2 (F) | 1-0 (C) | 1-2 (F)    |
| 1964/65   | Copa de Ferias   | 1R    | Valencia CF         | 4-2            | 1-1 (F) | 3-1 (C)    |
| 1964/65   | Copa de Ferias   | 2R    | DOS Utrecht         | 4-0            | 2-0 (F) | 2-0 (C)    |
| 1964/65   | Copa de Ferias   | 1/8   | Atlético Madrid     | 1-2            | 1-0 (C) | 0-2 (F)    |
| 1965/66   | Copa de Ferias   | 1R    | NK Zagreb           | 1-2            | 1-0 (C) | 0-2 (F)    |
| 1966/67   | Copa de Ferias   | 2R    | Lokomotive Leipzig  | 1-2            | 0-0 (F) | 1-2 (C)    |
| 1967/68   | Copa de Ferias   | 1R    | PAOK Salonica       | 5-2            | 2-0 (F) | 3-2 (C)    |
| 1967/68   | Copa de Ferias   | 2R    | Dundee FC           | 2-7            | 1-3 (F) | 1-4 (C)    |
| 1985/86   | UEFA Cup         | 1R    | Wacker Innsbruck    | 4-1            | 1-0 (C) | 3-1 (F)    |
| 1985/86   | UEFA Cup         | 2R    | Athletic Bilbao     | 1-4            | 0-1 (C) | 1-3 (F)    |
| 1988/89   | UEFA Cup         | 1R    | Union Luxemburg     | 11-1           | 7-1 (F) | 4-0 (C)    |
| 1988/89   | UEFA Cup         | 2R    | SL Benfica          | 3-2            | 2-1 (C) | 1-1 (F)    |
| 1988/89   | UEFA Cup         | 1/8   | Juventus FC         | 0-2            | 0-1 (C) | 0-1 (F)    |
| 1989/90   | UEFA Cup         | 1R    | ÍA Akranes          | 6-1            | 2-0 (F) | 4-1 (C)    |
| 1989/90   | UEFA Cup         | 2R    | Hibernian FC        | 1-0            | 0-0 (F) | 1-0 nv (C) |
| 1989/90   | UEFA Cup         | 1/8   | Rapid Wien          | 3-2            | 0-1 (F) | 3-1 (C)    |
| 1989/90   | UEFA Cup         | 1/4   | Werder Bremen       | 3-4            | 1-4 (C) | 2-0 (F)    |
| 1990/91   | Recopa de Europa | 1R    | Viking FK           | 5-0            | 2-0 (F) | 3-0 (C)    |
| 1990/91   | Recopa de Europa | 1/8   | Estrela Amadora     | 2-1            | 2-0 (C) | 0-1 (F)    |
| 1990/91   | Recopa de Europa | 1/4   | Juventus FC         | 1-6            | 1-3 (C) | 0-3 (F)    |